# Козино (Рязанская область)
Ко́зино — деревня в Шацком районе Рязанской области. Входит в состав Тарадеевского сельского поселения. Первое упоминание относится к 1900 году.
Расстояние до районного центра — 20 км, до областного центра — 180 км.

## География
Находится рядом с Моршанским шоссе. Также деревня находится в непосредственной близости к административному центру — селу Тарадеи.

## Население
| 2010 | 2012 |
| ---- | ---- |
| 0    | →0   |